# 夢釣行〜一魚一会の旅〜
『夢釣行〜一魚一会の旅〜』（ゆめちょうこう〜いちぎょいちえのたび〜）は、BS日テレで放送されている日本の釣り番組である。

## 概要
BS-TBSで放送されていた地球!夢の楽園紀行〜fishing traveler〜の後継番組として同じスタッフが制作を手掛けている釣紀行番組である。メインスポンサーはオーナーばり。
放送から少し遅れているが2011年11月7日からはOWNER MOVIEでも配信されている。制作プロデューサーの五十嵐章司氏が撮影も担当している。
同番組は、海外釣行の放送が多い事でも知られている。

## 出演者
- 有名釣師から素人まで出演者とする一方、照英などのタレントも出演している。

## スタッフ
- ナレーター = 奥田民義
- 構成 = 神谷悠山
- 撮影 = 五十嵐章司
- 技術 = 五十嵐優馬
- 編集 = 五十嵐優馬
- MA = 亀掛川幸史
- 音楽 = 阿多野正美
- 広報 = 加藤由紀子（BS日テレ）
- デスク = 松下寛子（BS日テレ）
- 演出 = 田村英之
- プロデューサー = 玉井浩、塚本恭史（BS日テレ）、五十嵐章司（Rec）
- 制作協力 = Rec Inc.
- 製作・著作 = BS日テレ